# 国用安
国用安（？—1234年），先名安用，本名咬儿，金朝末年将领，淄州（今山东淄博市淄川区）人。
早年参加楊安兒、李全领导的红袄军，后降南宋。1228年（金朝正大五年、南宋宝庆四年），李全死后，奉楊妙真为主，归降蒙古帝国，为都元帅，行山东路尚书省事。1232年（金朝天兴元年），蒙古大将阿术鲁来攻，国安用杀死阿术鲁部将张进及杨妙真部海州元帅田福等数百人，与刘安国、王德全据徐、宿、邳三州，降金。被任命为开府仪同三司、平章政事兼都元帅，京东山东等路行尚书省事，特封兖王。赐姓完颜，改名用安。以取粮为名，袭击徐州、宿州，劫杀宿州统帅刘安国，又与徐州王德全互相攻伐。徐州三月不克，退归涟水，又降蒙古东平万户石抹查剌。查剌率兵直趋蔡州，国用安以诡计回到涟水，又叛蒙归宋。被宋朝任命为浙东总管、忠州团练使。1234年正月，沛县为蒙古阿术鲁等军所围，国用安领兵赴援，败退徐州。蒙古兵攻徐州时，投水而死。